# فلوريدا (نيويورك)
فلوريدا (بالإنجليزية: Florida, Montgomery County, New York)‏ هي بلدة أمريكية تقع في الولايات المتحدة في نيويورك (ولاية). يقدر عدد سكانها بـ 2,696 نسمة .

## أعلام
- جون دبليو. كادي